# 433 Eros
A 433 Eros az elsőnek felfedezett (és az 1036 Ganymed után a második legnagyobb) földsúroló kisbolygó, mérete körülbelül 13 × 13 × 33 km. A kisbolygók róla elnevezett Amor-családjának (más elnevezéssel Apolló-Ámor családjának) a tagja. Az elsőnek felfedezett olyan kisbolygó, amely a Mars pályájánál közelebb kerül a Naphoz.
Az Eros kisbolygó volt a NEAR Shoemaker űrszonda célja, mely, miután több hétig, egyre közelebbi pályán keringett körülötte, 2001. február 12-én le is szállt felszínére, utána napokig működőképes maradt.

## A kisbolygóról szerzett ismeretek a NEAR-Shoemaker látogatása után

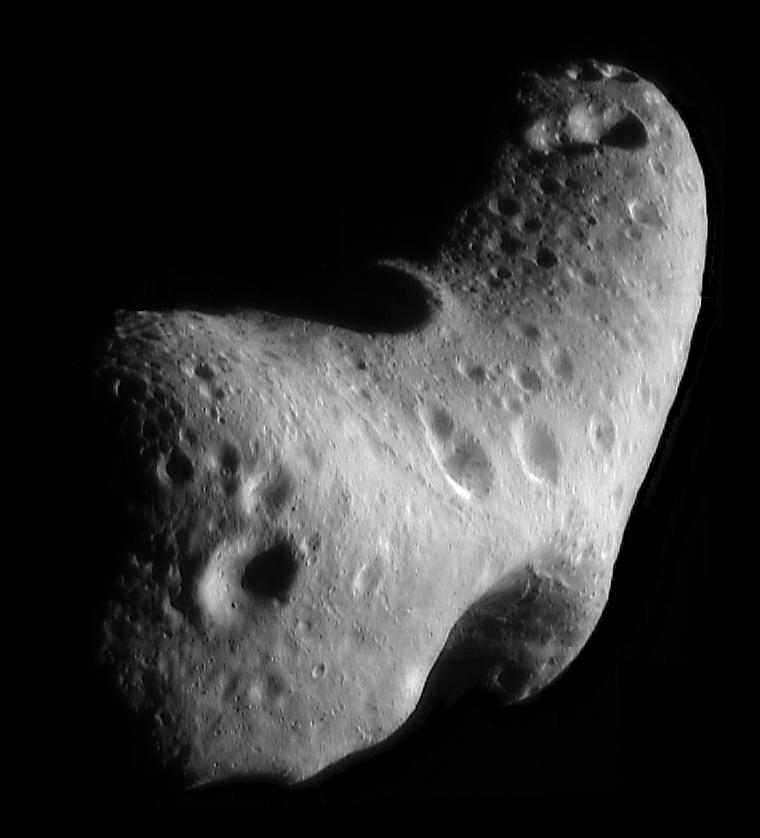
A NEAR-Shoemaker képe az Erosról

A NEAR Shoemaker űrszonda megközelítette, majd leszállt az égitest felszínére.
A kisbolygón a felszíni gravitációs gyorsulás erősen változó, mivel az Eros alakja hosszan elnyúló test, krumpli alakkal. A nappali hőmérséklet elérheti a 100 °C–t, amikor a kisbolygó perihéliumban van. Az éjszakai hőmérséklet elérheti a -150 °C-t. Az Eros sűrűsége 2,4 kg/dm³. Ez azonos a földkéreg sűrűségével. A kisbolygó 5,27 óra alatt fordul meg a forgástengelye körül.

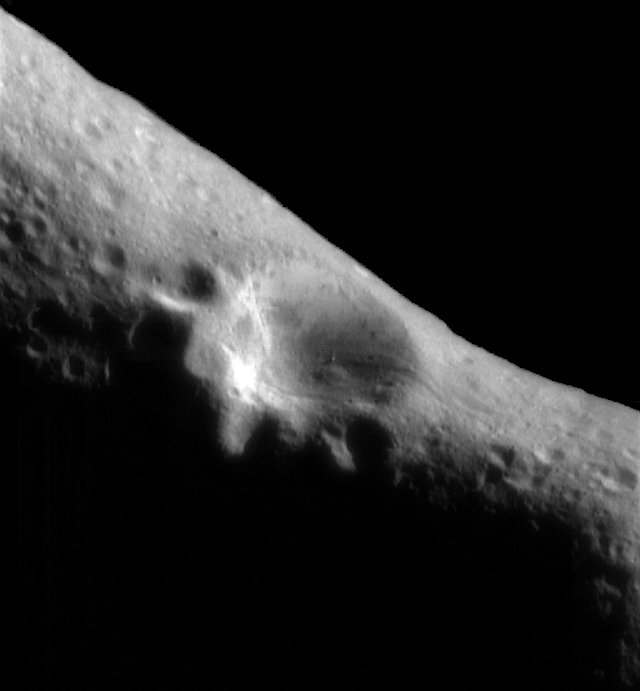
Egy 5 km átmérőjű kráter az Eroson

Az égitest felszínét tanulmányozva a NEAR-Shoemaker felvételein a kutatók azt találták, hogy a kisbolygóról kidobott meteoritikus anyag forráshelye egyetlen nagy kráter. A krátert létrehozó becsapódás mintegy 1 milliárd évvel ezelőtt történhetett. Oly mértékben átalakította ez a becsapódás az égitest felszínét, hogy a fél kilométernél kisebb kráterek eltűntek a kisbolygó felszínének majdnem a felén. Az ilyen méretű becsapódás rengéshullámai összetördelték a kisebb krátereket és be is temették őket.

Az Eros forgása

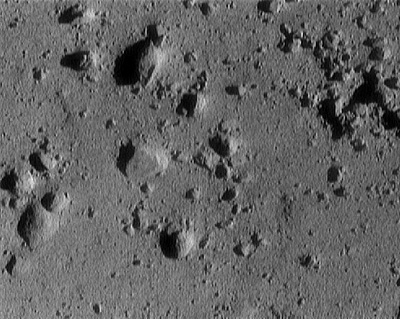
Ahogy az űrszonda leereszkedett az Eros felszínére, láthatóvá vált a felszínt borító regolit. A képen látható terület 12 méter átmérőjű